# Latino (película)
Latino: America's Secret War in Nicaragua es una película bélica estadounidense de 1985, dirigida por Haskell Wexler y producida por George Lucas, que denuncia la agresión encubierta de Estados Unidos a la Nicaragua sandinista.

## Argumento
A comienzos de los ochenta, Eddie Guerrero (Robert Beltran), un veterano de la guerra de Vietnam de ascendencia mexicana, decide proseguir su actividad militar en primera línea de combate entrando a formar parte de una unidad especial estadounidense que opera secretamente en la frontera Honduras-Nicaragua. La misión de esta unidad especial es la de entrenar a la Contra, un ejército formado por mercenarios, en su inmensa mayoría latinoamericanos, creado ex profeso con los fondos que les procura la CIA. El dilema se plantea para Eddie cuando se le notifica que el padre de Marlena (Annette Charles), una ingeniera agrónoma de origen nicaragüense a la que se siente vinculado afectivamente, es asesinado por la Contra. Desesperada por lo acontecido, Marlena se apresura a regresar a su país junto a su hijo de siete años. En su ausencia, Eddie empieza a cuestionarse la razón de su cometido como oficial de unas fuerzas especiales que, entre otras cosas, colaboran con unos mercenarios dispuestos a sembrar el terror entre los campesinos del lugar.

## Reparto
| Actor             | Personaje       |
| ----------------- | --------------- |
| Robert Beltran    | Eddie Guerrero  |
| Annette Charles   | Marlena         |
| Américo González  | Padre de Malena |
| Michael Goodwin   | Becket          |
| Ricardo López     | Attila          |
| Gavin MacFadyen   | Mayor Metcalf   |
| Walter Marín      | Gilberto        |
| Julio Medina      | Salazar         |
| Juan Carlos Ortiz | Hijo de Marlena |
| Tony Plana        | Rubén           |
| Luis Torrentes    | Luis            |

- Datos: Q6496586